# Leslie Olivan
Pour les articles homonymes, voir Leslie et Olivan.
Leslie Olivan est une actrice américaine née le 6 juin 1964 à Los Angeles en Californie.

## Filmographie
- 1996 : Damien's Seed : Diane
- 1996 : Playboy: Twins & Sisters Too (documentaire) : elle-même
- 1997 : Click (série télévisée) : Alsacia
- 1997 : Butterscotch (série télévisée) : Wilhemena Von Kruppe
- 1997 : Expose de Brian Rudnick : Bianca
- 1997 : Passion and Romance: Windows of the Heart : Victoria
- 1998 : Sex Files: Portrait of the Soul : Natosha
- 1998 : L.A. Doctors (série télévisée) : Tiffany
- 1998 : Felicity (série télévisée) : Tiffany
- 1999 : Hotel Exotica : Stairway Girl
- 1999 : Sabrina, l'apprentie sorcière (série télévisée) : Hallie Tosis
- 2000 : Playboy: No Boys Allowed, 100% Girls (documentaire) : elle-même
- 2003 : The Erotic Misadventures of the Invisible Man : Claudia